# 阳产土楼

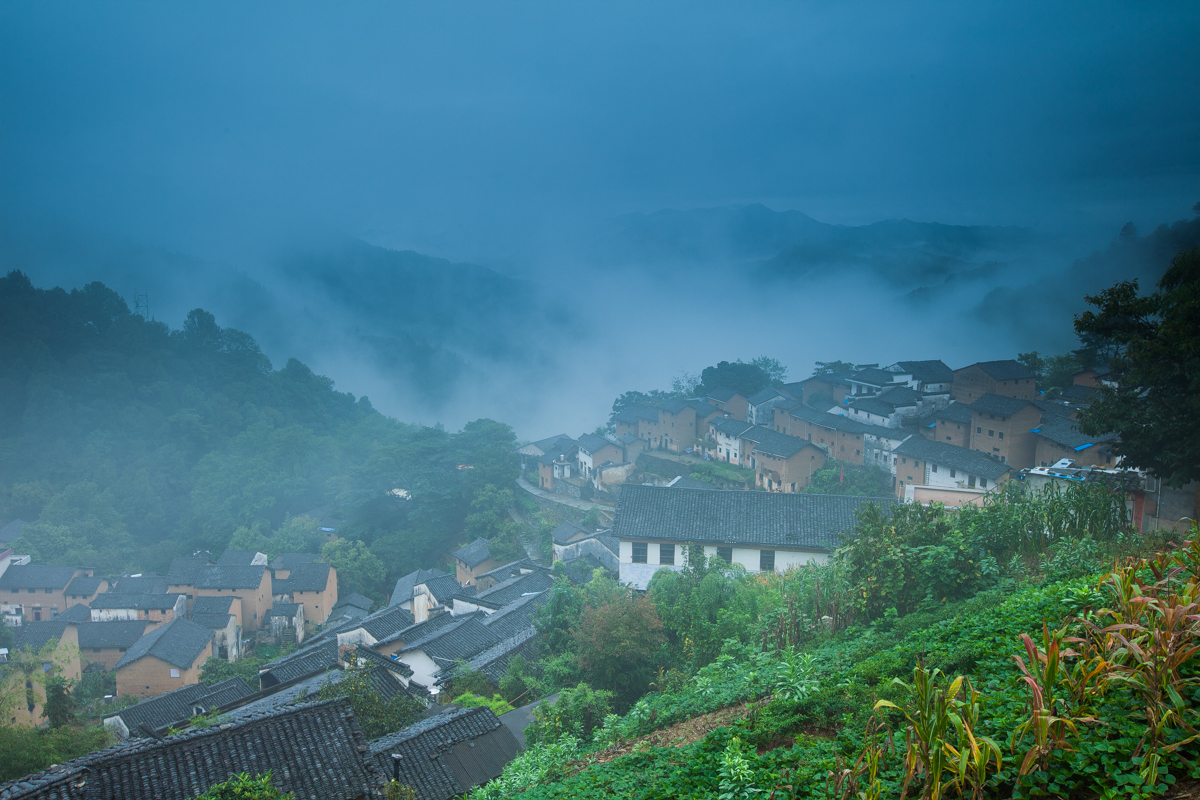
阳产土楼

阳产土樓，指位於中华人民共和国安徽省黄山市歙县深渡镇约源村的傳統房舍。

## 地理位置
阳产土楼位于黄山市歙县的深渡镇，是皖南群山之中一个依山而筑的古村落。阳产村海拔大约400米，最高点龙王尖海拔大约900米，黄山天目山山脉贯穿其中，距离歙县北高铁站大约40公里。由于地势复杂，交通不便，无论是建房还是修路都是就地取材，数百年来，村里的人们日出而作，日落而息，通过自己的劳动自给自足。

## 历史
阳产土楼始建于明末清初，400多年前，郑氏族人为了躲避战乱从河南郑州辗转迁居于此，所以整个村子都姓郑。由于阳产地势偏远，历史上几乎没有发生过大规模战争，流年之中，子孙繁衍，形成了鳞次栉比、错落有致、质朴壮观的土楼群。近代有记载的战争发生在解放战争时期，在村里的龙王尖上有过小规模的阻击国民党溃败军队的枪战，山顶上现在还有战壕遗址可循。从行政归属划分，现在的阳产属于歙县深渡镇约源村。

## 景点
阳产目前现存土楼大约360多栋，最老的土楼有200多年，部分土楼由于长久失修即将倒塌。主要景点有：
- 阳产小学
- 古水井
- 最老的土楼
- 龙王尖
- 阳产古道
- 文昌古道
- 郑小河文化长廊
- 阳产德味儿文化宇

## 照片集錦

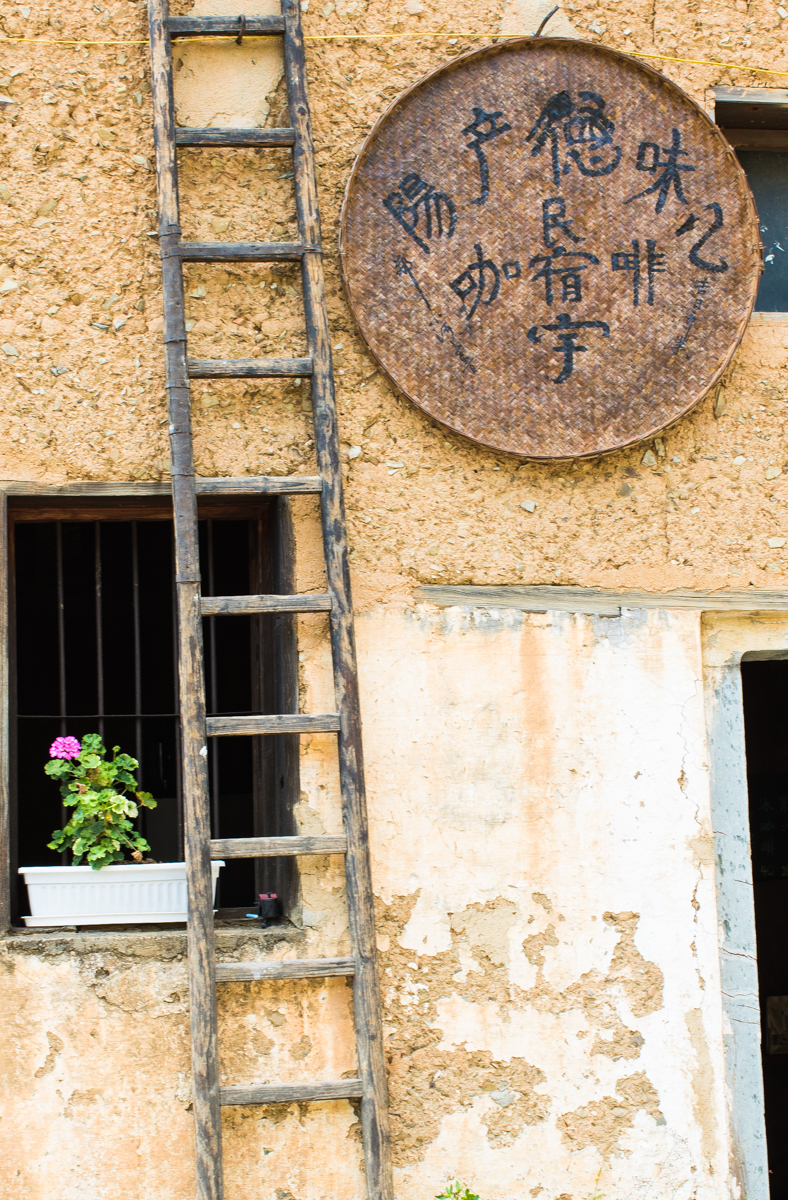
阳产农具文化展馆
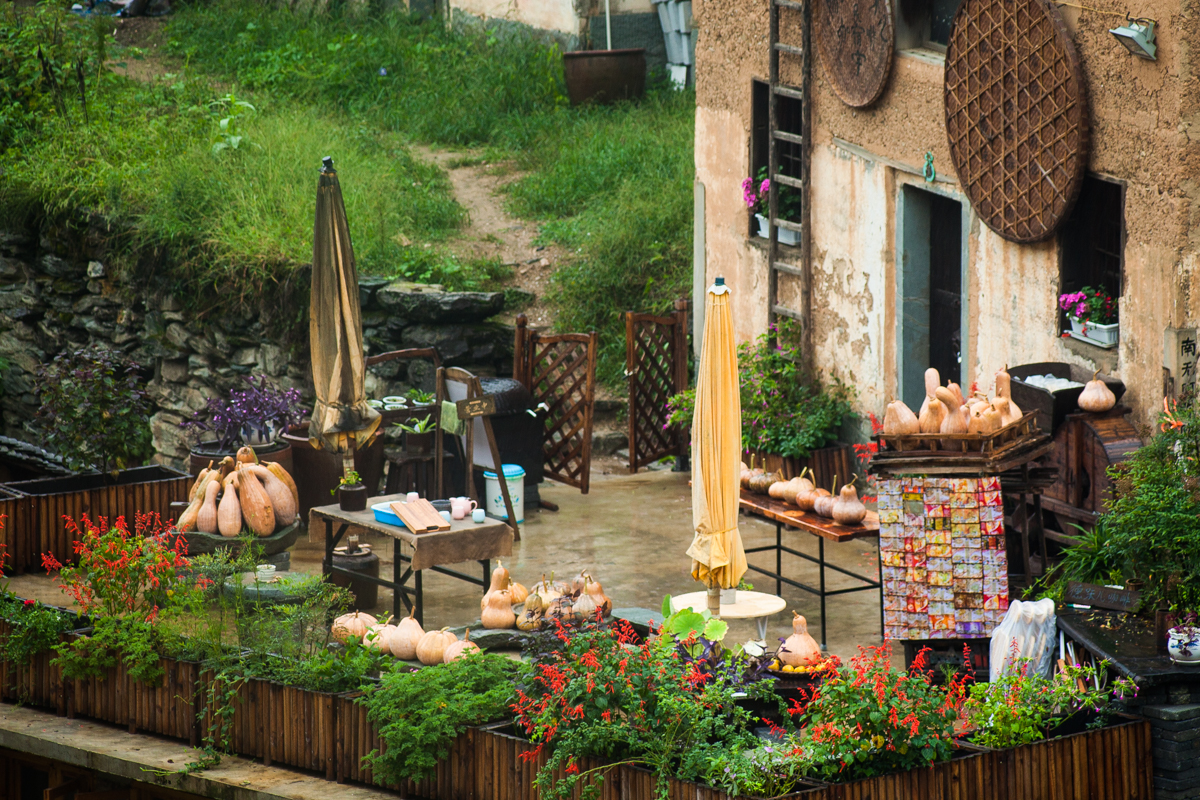
阳产土楼十月南瓜节
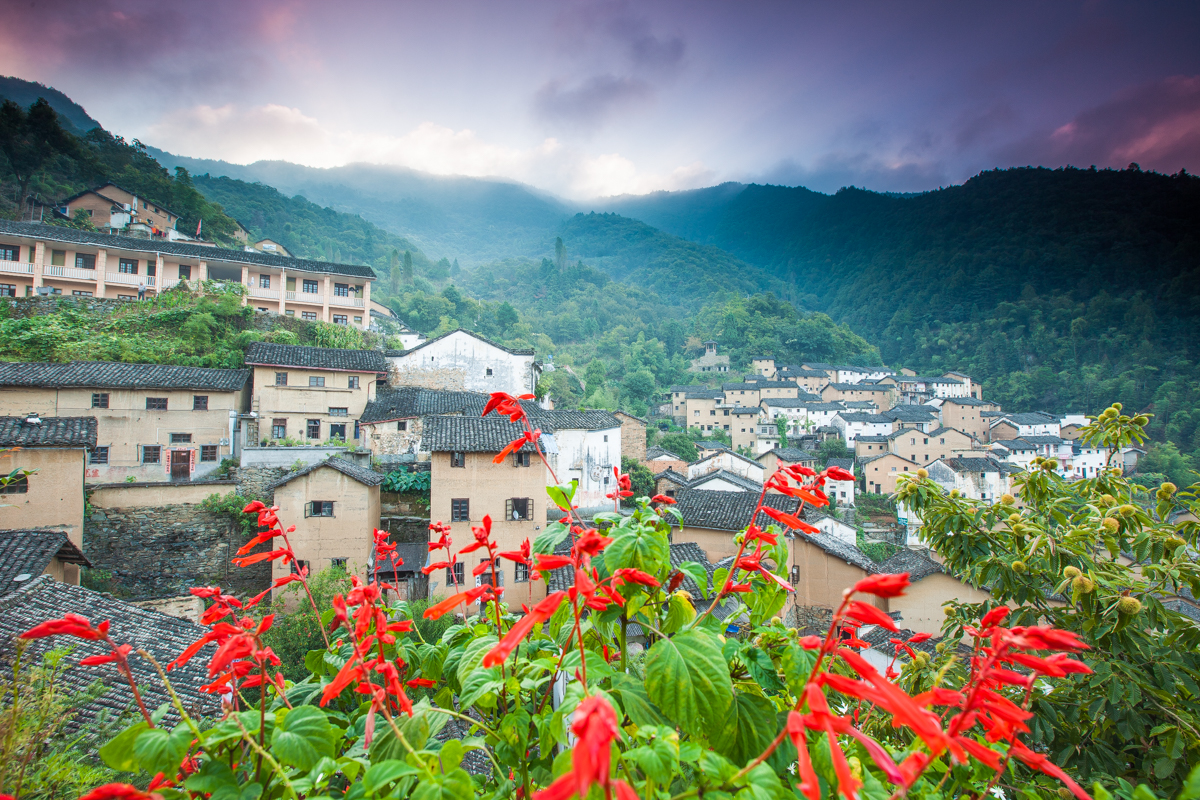
阳产土楼
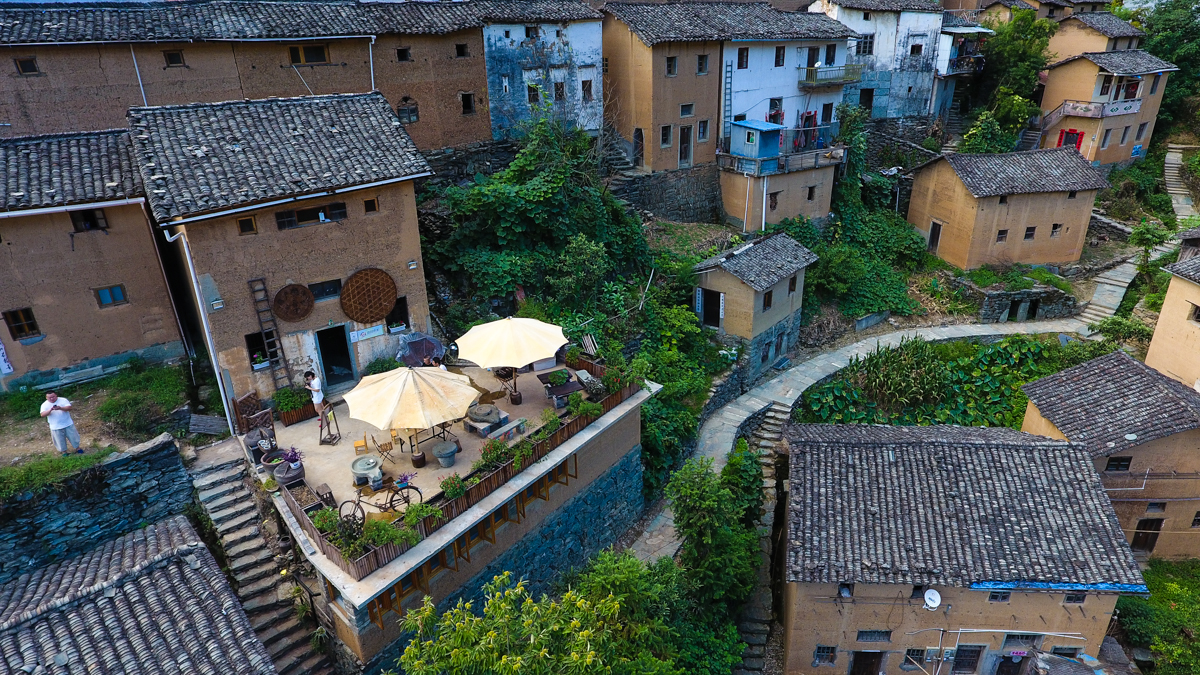
阳产土楼
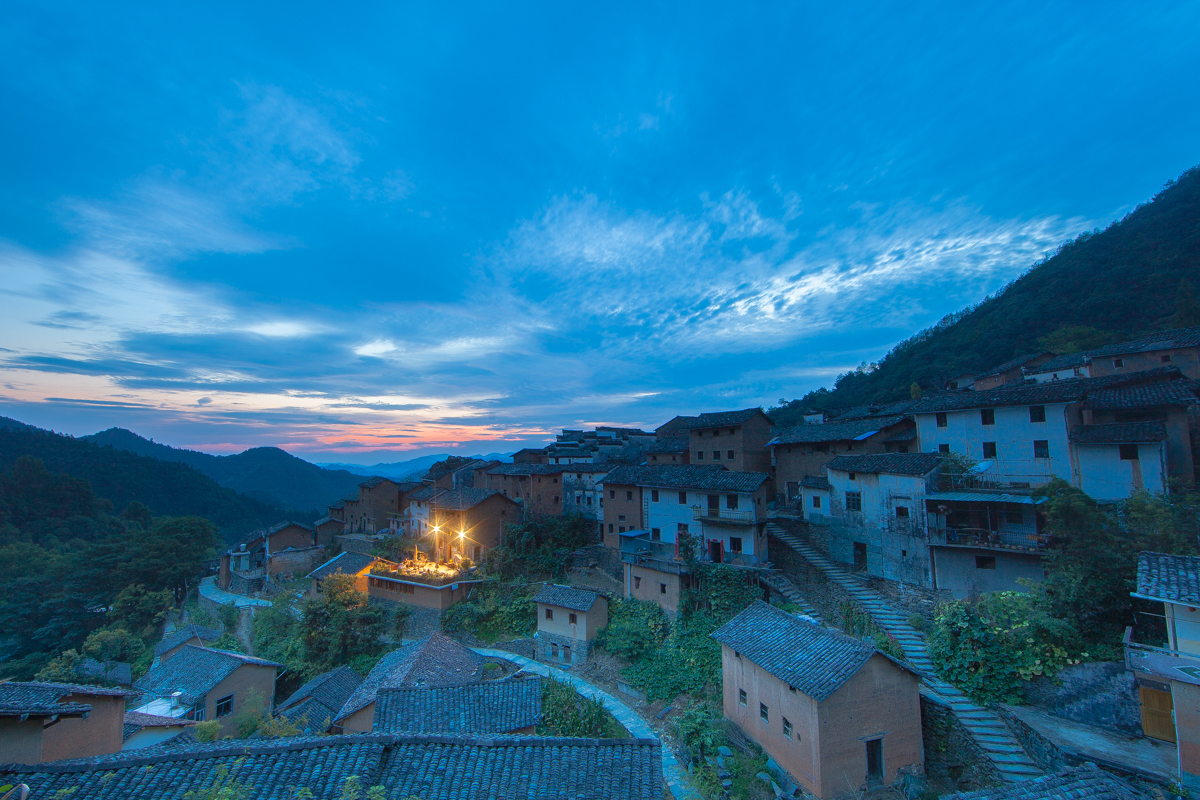
阳产土楼
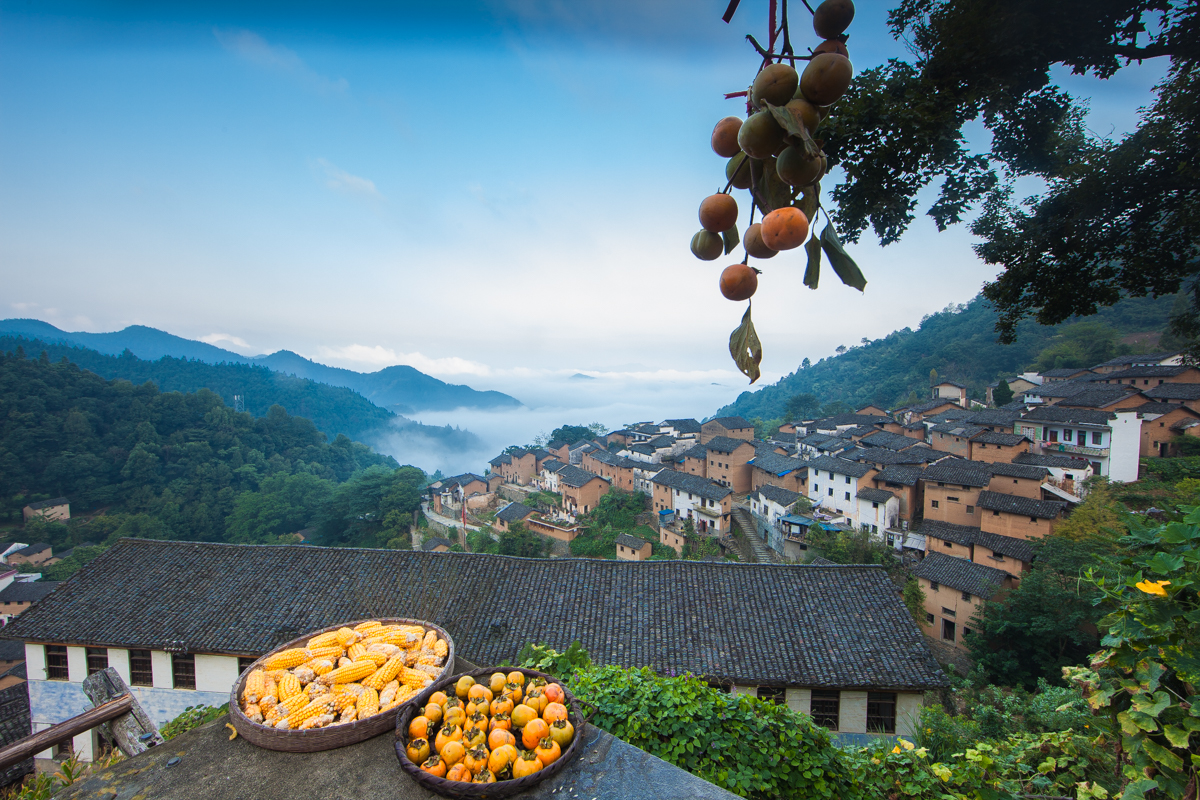
阳产土楼晒秋
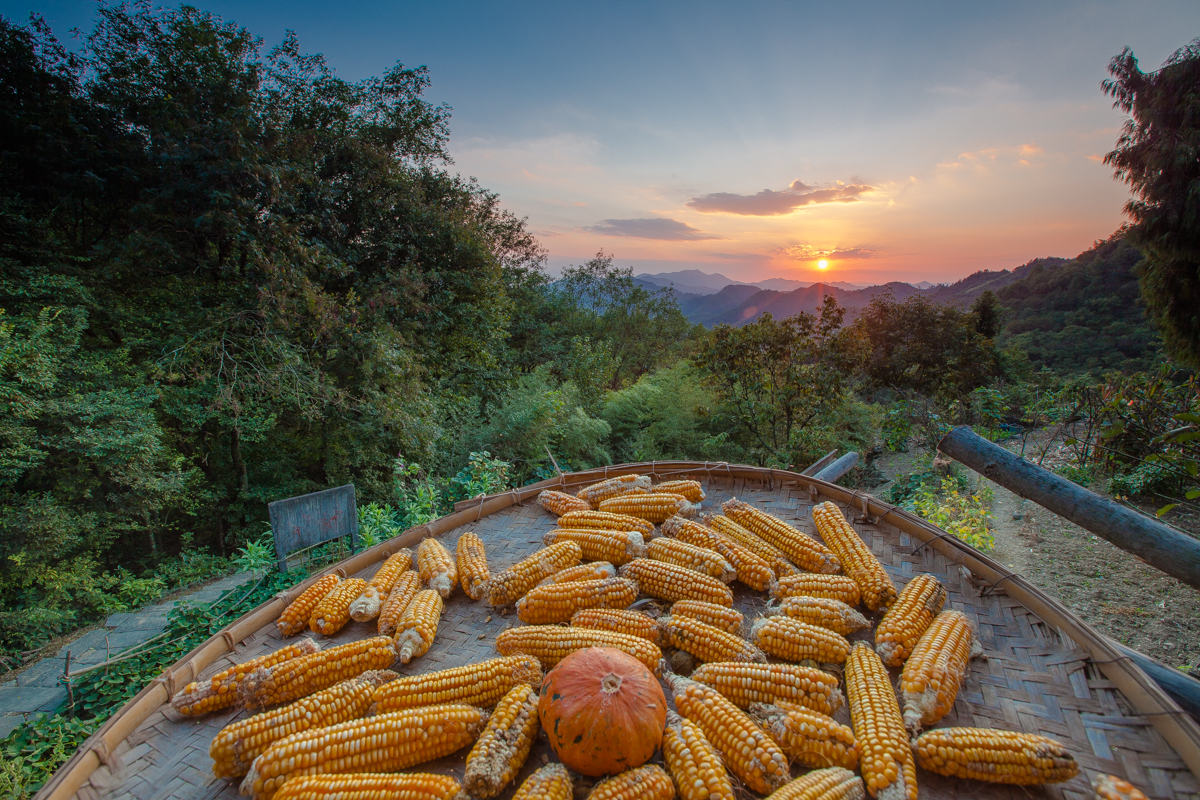
阳产土楼晒秋